# Cratere Guericke

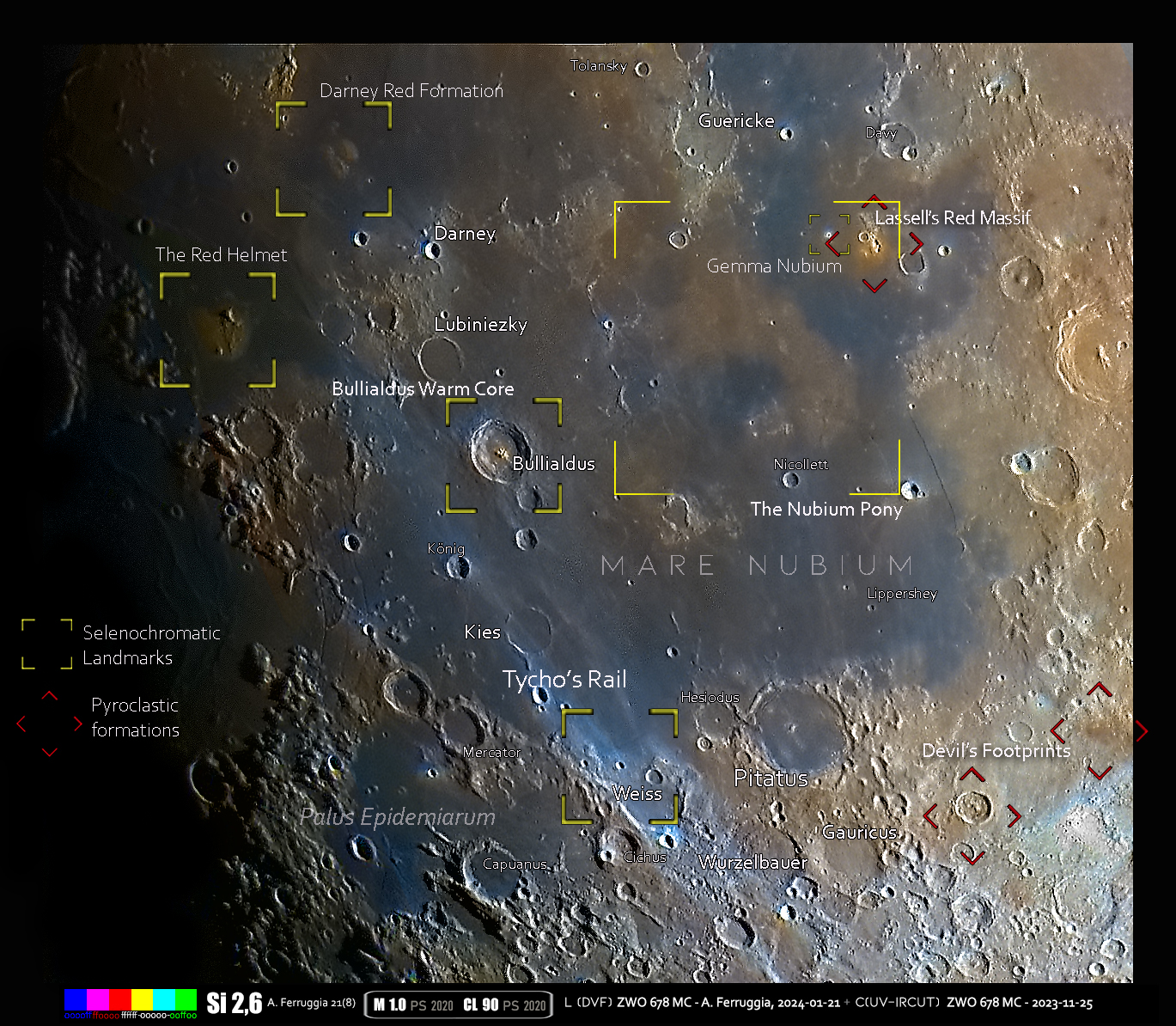
L'area del cratere (in alto) in formato Si

Guericke è un cratere lunare di 60,75 km situato nella parte sud-occidentale della faccia visibile della Luna, nella parte settentrionale del Mare Nubium. A nord-nordovest si trova il grande cratere Fra Mauro assieme alla coppia di crateri Parry e Bonpland. A est sono presenti i crateri Kundt e Davy.
La parte rimanente del bordo è stata erosa, colpita e parzialmente sommersa da lava basaltica che ha ricoperto la superficie interna. La parete è poco più di una serie circolare di creste che si uniscono assieme. A sudovest sono presenti i resti del cratere inondato 'Guericke F'. Il fondo presenta piccole sporgenze che si stagliano su una superficie piatta e segnata solo da due piccoli crateri nel quadrante sudovest.
Il cratere è dedicato allo scienziato tedesco Otto von Guericke.

## Crateri correlati
Alcuni crateri minori situati in prossimità di Guericke sono convenzionalmente identificati, sulle mappe lunari, attraverso una lettera associata al nome.
| Guericke | Coordinate            | Diametro (in km) |
| -------- | --------------------- | ---------------- |
| A        | 11°09′00″S 17°17′24″W | 4,59             |
| B        | 14°35′24″S 15°18′36″W | 14,64            |
| D        | 11°59′24″S 14°37′12″W | 6,65             |
| E        | 10°01′12″S 12°03′36″W | 3,41             |
| F        | 12°15′36″S 15°19′48″W | 21,04            |
| G        | 14°00′36″S 15°01′12″W | 4,53             |
| H        | 12°27′00″S 14°17′24″W | 5,14             |
| J        | 10°37′12″S 13°25′48″W | 6,99             |
| K        | 15°09′00″S 13°18′36″W | 2,87             |
| M        | 12°55′48″S 12°28′12″W | 2,32             |
| N        | 12°33′00″S 9°55′48″W  | 2,58             |
| P        | 15°03′36″S 14°42′00″W | 2,91             |
| S        | 10°21′36″S 13°24′00″W | 10,19            |

Il cratere Guericke C è stato ridenominato dall'Unione Astronomica Internazionale Kundt nel 1976.